# Elwis Picasso
Elwis Picasso – debiutancki album warszawskiego rapera Ero. Album ukazał się 4 października 2019 roku, uzyskał także status złotej płyty. Album był również notowany na 1. miejscu listy OLiS.

## Lista utworów
1. Intro Produkcja: Ero - 0:40
2. Ja Produkcja: WhiteHouse; Scratche:DJ Falcon1 - 3:31
3. Nie Mogę Przestać Gościnnie: Skip; Produkcja: Szczur - 3:26
4. Kiedy Wchodzę... Produkcja: The Returners; Scratche: DJ Chwiał - 3:04
5. To Jest Styl Produkcja: Klimson - 2:56
6. To Jest Koniec Gościnnie: Pyskaty; Produkcja: Poszwix - 4:11
7. Proszę O Uwagę Gościnnie: Kuba Knap, Miki JWP; Produkcja: TMK Beatz - 3:49
8. Przerwa Techniczna Produkcja: OER - 3:33
9. Sens Jest Prosty Produkcja: KPSN - 2:47
10. Totem Gościnnie: Hazzidy; Produkcja: Poszwix; Scratche: DJ Decks - 4:20
11. Być Tam 2 Produkcja: NNFOF; Scratche: DJ Grubaz - 3:44
12. Bez Przesady Produkcja: Szwed SWD; Scratches: DJ Kebs - 2:57
13. Piątek Trzynastego Gościnnie: Pih; Produkcja: Clix&Crax - 4:11
14. Dzisiaj Jutro Będzie Wczoraj Gościnnie: Bez Cenzury, JWP, Tomson; Produkcja: Szczur; Scratche: DJ Falcon1 - 4:00
15. Rzeźnik Produkcja WhiteHouse; Scratche: DJ Falcon1 - 4:44
16. Outro Produkcja: RTN; Scratche: DJ Urlich - 7:24
17. Czasem Produkcja: Siódmy - 2:50
18. Nie Tylko Gościnnie: Pono; Produkcja: Siódmy - 4:10
19. Dno Produkcja: The Returners - 3:17

## Listy sprzedaży
| Terytorium | Lista | Pozycja | Źr.   |
| ---------- | ----- | ------- | ----- |
| Polska     | OLiS  | 1       | [ 6 ] |

## Certyfikat
| Polska (ZPAV) | Tytułem       | Status  | Sprzedaż |
| ------------- | ------------- | ------- | -------- |
| Polska (ZPAV) | Elwis Picasso | Platyna | 30 000+  |